# 白頭山手槍
白頭山手槍是由朝鲜民主主义人民共和国生產的一種半自動手槍。

## 設計
白頭山手槍是捷克生產的CZ 75B半自動手槍的北韓製仿製品，由本土的兵工廠生產，採用9×19公釐帕拉貝倫彈配15發彈匣，其餘基本上跟CZ 75手槍相同。
白頭山手槍主要是本土採用及出口，並獲得朝鮮人民軍的空軍飛行員所採用，此外還有禮品槍及出口版本。朝鮮人民軍軍官手中的白頭山手槍，既有鍍鉻的“榮譽”版，也有普通的发蓝版。儘管CZ 75性能的確出眾，但據西方認為是金正日個人的喜好主導了這一選擇。
2017年太陽節閱兵當中，接受檢閱的朝鮮人民軍特種作戰軍士兵的快拔槍套內放著的手槍似乎是一種白頭山手槍的改良版，該槍配備木製握把護片和厚底板的彈匣（不排除是增加了載彈量）。